# Paramphiascella brucei
Paramphiascella brucei är en kräftdjursart som först beskrevs av T. och A. Scott.  Paramphiascella brucei ingår i släktet Paramphiascella och familjen Diosaccidae. Inga underarter finns listade i Catalogue of Life.